# Наступ на Рафах
6 травня 2024 року Ізраїль розпочав військовий наступ у місті Рафах та його околицях у рамках свого вторгнення в сектор Газа під час війни Ізраїлю та ХАМАСу.

## Хронологія
Перед наступом близько 1,4 млн переміщених палестинців з інших районів сектору Газа шукали притулку в Рафаху. У лютому Ізраїль оголосив про свій намір вторгнутися з метою ліквідації бригад ХАМАСА, які, за його словами, перебували у місті. На початку травня, коли переговори про припинення вогню зайшли в глухий кут, Ізраїль підготувався до операції і наказав евакуювати східну частину Рафаха. 6 травня ХАМАС прийняв угоду про припинення вогню, запропоновану Єгиптом та Катаром, але військовий кабінет Ізраїлю одноголосно відхилив його як «далекий від необхідних вимог Ізраїлю», і зазначив, що продовжить свою операцію. Спочатку Ізраїль планував провести зачистку міста силами двох дивізій, але адміністрація Байдена в Сполучених Штатах визнала великий напад на Рафах червоною лінією, яка змушує Ізраїль скоротити операцію до захоплення кордону, щоб припинити контрабанду зброї в Газу, і покладатися на цільові рейди.
Після відмови Ізраїль завдав авіаударів по Рафаху, увійшов на околиці міста і захопив контрольно-пропускний пункт у Рафаху, закривши його. ЦАХАЛ увійшов до населених районів міста 14 травня. Ізраїль заявив, що операція не припиниться, доки ХАМАС не буде ліквідовано або заручників не буде звільнено. 24 травня Міжнародний суд наказав негайно припинити наступ, позиція відкинута Ізраїлем.
Під час наступу на Рафах у межах операції «Залізні мечі» ЦАХАЛ отримав повний оперативний контроль над усім Філадельфійським коридором. На коридорі виявили близько 20 тунелів, деякі з них призначені для контрабанди, а також 82 підземні тунельні шахти вздовж коридору.
Гуманітарні наслідки ізраїльських операцій: за оцінками, 950 000 палестинців евакуйовано до зон, які, як стверджується, небезпечні й зазнавали нестачі запасів. Майже 210 палестинців убито і 280 поранено під час ізраїльських ударів. Лікарні були в поганому стані через ізраїльські атаки і брак припасів. Крім того, події, пов'язані з наступом, призвели до тимчасового закриття контрольно-пропускних пунктів Керем-Шалом та Рафах — це ще більше посилило гуманітарну кризу в Газі.

## Реакції
Державний секретар США Ентоні Блінкен переконаний, що масштабний наступ Ізраїлю на місто Рафах у секторі Гази «спровокує анархію та не призведе до ліквідації терористичного угруповання ХАМАС».